# Guerre algéro-tunisienne de 1705
 (septembre 2019).
Batailles
Bataille du Kef
Siège de Tunis
La guerre algéro-tunisienne de 1705 est un conflit qui, du 7 juillet au 6 octobre 1705, oppose la régence d'Alger et la régence de Tunis. Ce sont les Algériens qui déclarent la guerre dû à un manque de fonds dans la trésorerie d'Alger.

## Contexte
Cela fait des mois que le dey d'Alger arrive de moins en moins à payer la milice, la course ne rapportant plus autant qu'avant puisque les côtes de l'Espagne et de l'Italie sont ruinées et les navires marchands ne sortant plus des ports qu'en caravanes accompagnés par des vaisseaux de guerre. Le dey Hadj Moustapha tente inutilement d'augmenter les impôts, leur perception devenant alors plus difficile et rapportant moins qu'auparavant.

## Déroulement
L'armée algérienne envahit le territoire tunisien et défait les forces d'Ibrahim Cherif durant la bataille du Kef,  le 8 juillet 1705. Le bey de Tunis est capturé par les Algériens et envoyé à Alger. Son lieutenant général (kahia), Hussein ben Ali, qui avait refusé de prendre part au combat, se retire à Tunis à la tête de ses hommes et se proclame bey le 12 juillet pendant que les Algériens prennent la forteresse du Kef. Aussitôt, il prépare la ville au siège, et le 28 août, l'armée algérienne entreprend le siège de Tunis. Les Tunisiens, craignant le pillage, résistent énergiquement et offre en vain la somme de 150 000 piastres au dey Hadj Moustapha. Contraint à se retirer dû au manque de vivres et de munitions et à l'approche de la mauvaise saison, Moustapha fait lever le siège et bat en retraite. Durant son retour à Alger, il se fait harceler par les Tunisiens et les Kabyles, le dey contrattaquant et faisant perdre 500 hommes à ses assaillants[réf. nécessaire]. Le nouveau bey se porte au devant de l'armée algérienne et la repousse, mettant fin à l'invasion du territoire.

## Conséquences
Le dey Moustapha prend de l'avance sur le gros de son armée et rentre à Alger le 12 octobre, comptant sur l'argent qu'il a donné à son neveu pour le distribuer à la population d'Alger pour être bien reçu. Cependant, quand Moustapha arrive devant les portes d'Alger, il apprend que l'émeute a déjà éclaté et que le diwan a élu un successeur, Hussein Khodja. Il prend alors la fuite et se rend à Collo (El Kala) où, le 3 novembre, des janissaires l'arrêtent et le font défiler sur un âne avant de l'étrangler.